# Eltern allein zu Haus: Frau Busche
Frau Busche ist ein deutscher Fernsehfilm von Josh Broecker aus dem Jahr 2017. Im Mittelpunkt dieser dritten Episode der drei Filme umfassenden Minireihe Eltern allein zu Haus steht das Ex-Ehepaar Katrin und Daniel Busche, verkörpert von Anna Schudt und Oliver Mommsen. Die jeweilige Episode beleuchtet einen Lebensabschnitt der Familie, deren Namen sie trägt.

## Handlung
Nach der Scheidung von ihrem Mann Daniel hat die Physiotherapeutin Katrin Busche den gemeinsamen Sohn Eric alleine großgezogen. Inzwischen ist Eric erwachsen und hat den Entschluss gefasst, sein Studium in Kopenhagen aufzunehmen. Als Daniel davon erfährt, will er das Haus in der Stadt, das er seiner damaligen Frau seinerzeit überlassen hatte, zurück. Das Ex-Paar hatte eine Vereinbarung getroffen, die besagt, dass Katrin das Haus solange nutzen kann, solange auch Eric dort wohnt.
Da Katrin nicht so ohne Weiteres ausziehen möchte, trägt sie dem gut aussehenden Anwalt Stefan Hartmann die Angelegenheit vor, und bittet ihn um seinen Rat. Schließlich steckt Katrin mitten in den Vorbereitungen eine eigene Praxis zu eröffnen und hat den Kopf voll. Als nun auch noch ihr Vater nach einem Unfall übermäßig viel Fürsorge benötigt, droht ihr eine totale Überforderung. Sie hat kaum noch Zeit für ihre Belange und selbst die Kommunikation mit Eric kommt zu kurz. Er will ihr unbedingt mitteilen, dass er Vater wird, aber seine Mutter hört kaum richtig zu. Stets ist sie mit ihrer Aufmerksamkeit wo anders. Was wiederum nicht verwunderlich ist, da ja die Eröffnung ihrer Praxis bevorsteht. Bei dem ganzen Trubel bemerkt Katrin nicht, dass Anwalt Stefan Hartmann, in den sie sich verliebt hat, der Mann einer ihrer Stamm-Patientinnen ist. Nachdem Eric mit seiner Freundin kurzerhand zu Hause in Hamburg auftaucht und seine Eltern vor vollendete Tatsachen stellt, ist das Chaos perfekt. Daniel befürchtet, dass Eric mit seiner Freundin bei Katrin einzieht und damit würde sich sein Anspruch auf das Haus wieder erledigen. Dabei erkennt Daniel, dass er eigentlich froh darüber ist, seinen Sohn wieder in der Nähe zu haben und er will in Zukunft mehr Zeit mit ihm verbringen. Allerdings fordert auch Daniels neue Frau ihre Rechte, was ihn immer wieder in Bedrängnis bringt, zumal beide demnächst ein gemeinsames Kind haben werden. Immer öfter besucht er Eric, der inzwischen mit Freundin und Kind bei seiner Mutter wohnt. Zeitweise bringt Daniel dann auch seinen, inzwischen eingetroffenen, neuen Nachwuchs mit, sodass für Katrin die Ruhe dahin ist, die sie nach Erics Auszug zu schätzen gelernt hatte. Kurzerhand erklärt sie den Männern, dass sie nun ausziehen werde. Sie plant zu ihrem Vater zu ziehen, doch dieser hat seit kurzem auch eine neue Freundin und so bleibt Katrin nur ihre neue Praxis als Unterkunft. Eine gemeinsame Zukunft mit Stefan, kann sich Katrin aber auch vorstellen, schließlich ist sich seine Frau in der Zwischenzeit über das Aus ihrer Ehe im Klaren und Stefan hält an der Beziehung zu Katrin fest.

„Zweifel bestätigen einem, dass eigentlich alles richtig ist, so wie es gerade ist.“

## Produktion
Frau Busche wurde vom 23. Mai bis zum 22. Juni 2016 an Schauplätzen in Hamburg und Umgebung gedreht. Produziert wurde der Film von der ASP Aspekt Telefilm-Produktion GmbH.

## Rezeption

### Einschaltquote
Die Erstausstrahlung von Frau Busche am 7. April 2017 wurde in Deutschland von 3,72 Millionen Zuschauern gesehen und erreichte einen Marktanteil von 12,3 Prozent für Das Erste.

### Kritiken
Rainer Tittelbach von tittelbach.tv schrieb: „Wenn die Kinder aus dem Haus sind, beginnt auch für die Eltern ein neuer Lebensabschnitt. Die Trilogie ‚Eltern allein zu Haus‘ handelt von Beziehungen auf dem Prüfstand. Für ‚Frau Busche‘ begibt sich Autorin Nina Bohlmann in den Mikrokosmos einer Patchwork-Familie. Da sind zwei, die schneller sind als andere Paare und ihre Beziehung nicht jahrelang aussitzen. Die Busches wirken wie Prototypen des modernen Großstadtmenschen, selbstständig, flexibel, unabhängig – und sie bleiben Eltern, selbst wenn sie längst geschieden und ihr Sohn fast erwachsen ist... ‚Frau Busche‘ ist der Höhepunkt des Mehrteilers: Der Film von Josh Broecker wirkt spielerischer, dramaturgisch dichter (auch deshalb, weil man die Überschneidungen der drei Geschichten nun vollständig entschlüsseln kann), der Film besitzt ein höheres Tempo als seine Vorgänger und baut sogar ein paar Slapstick-Momente ein.“
Die Kritiker der Fernsehzeitschrift TV Spielfilm zeigten mit dem Daumen zur Seite, vergaben für Humor, Anspruch, Spannung und Erotik je einen von drei möglichen Punkten. Sie fanden, der Film sei „charmant, leichtfüßig, mit sympathischen Darstellern und Rollen – es finden sich sogar lichte Momente über Paarbeziehungen. Und doch verzettelt sich der durchaus kurzweilige Film im Versuch, turbulent zu sein, in zu vielen Konflikten und Problemen; der Humor ist etwas schlicht, aus der Verschränkung mit den ersten Teilen wird zu wenig gemacht“. Das Resümee lautete: „Nicht übel, aber eher Soufflé als Sattmacher“.
Marcel Kawentel urteilte für die Neue Osnabrücker Zeitung: „‚Frau Busche‘ ist der letzte Teil der ARD-Trilogie ‚Eltern allein zu Haus‘ - und mit Abstand der stärkste. Das liegt in erster Linie an den gepfefferten Dialogen und den spielfreudigen Darstellern, allen voran Anna Schudt und Oliver Mommsen, die sich als Ex-Ehepartner so herrlich fies beharken, dass es eine Freude ist ihnen dabei zuzusehen.“ Die Komödie zeigt, wie nicht die „Figuren, […] zum Amüsement des Zuschauers lächerlich gemacht werden, sondern durch Figuren [die] echten Problemen, deren Leiden zu befreiendem Lachen anregt. Leider klingt die Filmmusik so heiter bis langweilig wie bei zu vielen generischen TV-Komödien. Ansonsten ein schönes Stück Fernsehen für Herz und Zwerchfell.“